# ORP Świnoujście
ORP Świnoujście – okręt polskiej Marynarki Wojennej, kuter rakietowy radzieckiego projektu 205 (według nomenklatury NATO: typ Osa I).

## Historia
Został zbudowany w Stoczni Rzecznej w Rybińsku na terenie byłego Związku Socjalistycznych Republik Radzieckich. Był jedenastym z trzynastu okrętów tego typu w Polsce. Do służby wszedł 13 stycznia 1973 roku. Znajdował się kolejno w składzie 2 dywizjonu Kutrów Rakietowo-Torpedowych, 1 dywizjonu Kutrów Rakietowo-Torpedowych, 1 dywizjonu Okrętów Rakietowych, 31 dywizjonu Okrętów Rakietowych i dywizjonu Okrętów Rakietowych w 3 Flotylli Okrętów w Gdyni. W czerwcu 1975 roku okręt wziął udział w ćwiczeniach o kryptonimie Posejdon-75. W dniach 4–26 maja 1983 roku okręt wziął udział w wielkich ćwiczeniach sił Marynarki Wojennej o kryptonimie Reda-83. Został skreślony z listy floty 31 marca 2006 roku. Miał numer burtowy 431, a imię nosił od miasta Świnoujścia.
Dowódcy:
- kmdr ppor. Seweryn Romała 13.01.1973-13.10.1973
- por. mar. Andrzej Molenda 13.10.1973-26.09.1975
- por. mar Lech Sowa 26.09.1975-06.12.1978
- por. mar. Ryszard Kwitniewski 06.12.1978-02.11.1984
- por. mar. Janusz Czaja 02.11.1984-01.09.1987
- por. mar. Jarosław Zygmunt 31.12.1987-01.03.1993
- por. mar. Grzegorz Szadkowski 01.03.1993-01.10.1997
- kpt. mar. Jacek Lewandowski 01.10.1997-01.01.2003
- kpt. mar. Robert Kościelniak 01.01.2003-01.07.2004
- kpt. mar. Marcin Rudek 01.07.2004-31.03.2005

## Dane taktyczno-techniczne
- Wyporność standardowa: 171 t
- Długość: 38,5 m
- Szerokość: 7,6 m
- Prędkość maksymalna: 40 w
- Zasięg: 800 Mm
- Autonomiczność: 5 dób
- Załoga: 30 osób

## Uzbrojenie
- 4x1 wyrzutnie przeciwokrętowych kierowanych pocisków rakietowych P-15 Termit (według nomenklatury NATO: SS-N-2A Styx)
- 1x4 wyrzutnia przeciwlotniczych kierowanych pocisków rakietowych Strzała-2M (według nomenklatury NATO: SA-N-5 Grail)
- 2x2 armaty morskie kalibru 30 mm AK-230